# 정훈희
정훈희(한국 한자: 鄭薰姬, 1951년 5월 11일 ~ )는 대한민국의 가수이다.
현재 거주지는 경기도 고양시 일산동구이다.

## 학력
- 아미초등학교 (졸업)
- 부산여자중학교 (졸업)
- 부산여자상업고등학교 (졸업)

## 가족 관계
- 배우자 : 김태화
  - 아들 : 김유진, 김진성
- 조카 : 제이

## 생애
정훈희는 피아니스트였던 아버지 정근수와 밴드 마스터였던 작은 아버지, 기타리스트인 큰 오빠 정희택 등 음악과 인연이 깊은 집안에서 태어났다. 가수 김태화의 부인이고 가수 J의 고모다. 이후 당대 최고 작곡가 이봉조와 인연으로 그로부터 곡 〈안개〉를 받아 1967년 가수로 데뷔하였다. 그녀는 1970년 제1회 도쿄국제가요제에서 가수상을 받았고, 이듬해 아테네국제가요제에서는 곡 〈너〉로써 아시아에서 유일하게 수상했다. 1975년 칠레가요제에서는 곡 〈무인도〉로서 3위 상과 최고가수상을 동시에 받았다. 1975년, 대마초 파동에 연루되어 방송 출연을 정지당했다. 다시 출전한 1979년 칠레가요제에서 <Un Día Hermoso Como Hoy>라는 곡으로 최우수 외국인공연자(Mejor intérprete extranjero)에 선정되었다. 1981년 규제가 풀렸지만 재기 무대도 순탄하지 못했으나 곡 〈꽃밭에서〉로 말미암아 제2 전성기를 맞이하였다. 한창 대한민국 대표급 가수로서 거듭나던 가수 김태화와 혼인하고서 임신한 상태로 앨범 《우리는 하나》를 남편과 녹음하기도 했고 약 30여 년만인 2008년에 독집 앨범 《40th Anniversary Celebrations》을 발매하였다.

## 데뷔
- 1967년 노래 "안개"

## 대표곡
- 꽃밭에서 - 가수 소향과 소프라노 조수미가 리메이크하여 화제가 되었다. 가수 조관우의 리메이크도 유명하다. 1979년 제20회 칠레국제가요제에 이봉조와 콤비를 이뤄 참가하여 최우수 공연자로 선정되었다.
- 무인도 - 작곡가 이봉조와 함께 1975년 칠레국제가요제에 참가하여 인기 가수상과 더불어 3위에 입상했다.
- 꽃길
- 안개 - 가수 현미의 남편인 작곡가 이봉조가 작곡하였다.
- 연가